# 梅德韋港突襲
梅德韦港突襲（英語：Raid on the Medway）是第二次英荷战争的一場戰役，发生于1667年6月英国肯特郡查塔姆。在荷兰海军名将米希尔·德·鲁伊特的指挥下，荷兰军队攻占施尔尼斯并进入泰晤士河口前往格雷夫森德，进入梅德威河到达查塔姆和吉林汉姆，以炮火轰击英军堡垒，焚毁或俘获三艘英军主力舰及十艘风帆战列舰，俘获并拖走了英军旗舰查理国王号。此次袭击在政治上对国王查理二世造成沉重打击，也是英国皇家海军历史上最为惨痛的失利之一。在这次战役中，英格兰自诺曼征服的黑斯廷斯之战后首次有本土被他国占领。战后英国向荷兰求和。1670年，查理二世与法国国王路易十四签订《多佛密约》，以主权作为交换换取与法国军事结盟，以共同对付荷兰。